# Ladislav Fouček
Ladislav Fouček (Prága, 1930. december 10. – München, NSZK, 1974. július 4.) olimpiai ezüstérmes cseh kerékpárversenyző.

## Pályafutása
Részt vett az 1952-es helsinki olimpián, de helyezést nem ért el. Az 1956-os melbourne-i olimpián 1000 m időfutamban és kétüléses (tandem) versenyszámban ezüstérmet szerzett. Utóbbiban Václac Machek volt a csapattársa.

## Sikerei, díjai
- Olimpiai játékok
  - ezüstérmes (2): 1956, Melbourne (1000 m időfutam és kétüléses)